# Ralph Staub
Ralph Staub (* 21. Juli 1899 in Chicago, Illinois; † 22. Oktober 1969 in Los Angeles, Kalifornien) war ein US-amerikanischer Filmproduzent.

## Biografie
Ralph Staub begann als Produzent für Columbia Pictures im Jahr 1930. Den großen Teil seiner über 200 produzierten Filme machen die Einakter der Screen Snapshot-Serie aus, für die er teilweise auch das Drehbuch schrieb. Die Filme, in der Regel nicht länger als 10 Minuten, zeigten im Dokumentarstil Szenen hinter den Kulissen von Filmarbeiten, Veranstaltungen in Hollywood und Ähnliches. Die Serie wurde 1958 abgeschlossen.
Drei Mal wurde Ralph Staub für den Oscar in der Kategorie Bester Kurzfilm (eine Filmrolle) nominiert: 1944 für Screen Snapshots Series 23, No. 1: Hollywood in Uniform, 1945 für 50th Anniversary of Motion Pictures und 1946 für Screen Snapshots Series 25, No. 1: 25th Anniversary. 
Auf dem Hollywood Walk of Fame hat Ralph Staub einen Stern bei der Adresse 1752 Vine Street.